# Brandmerk

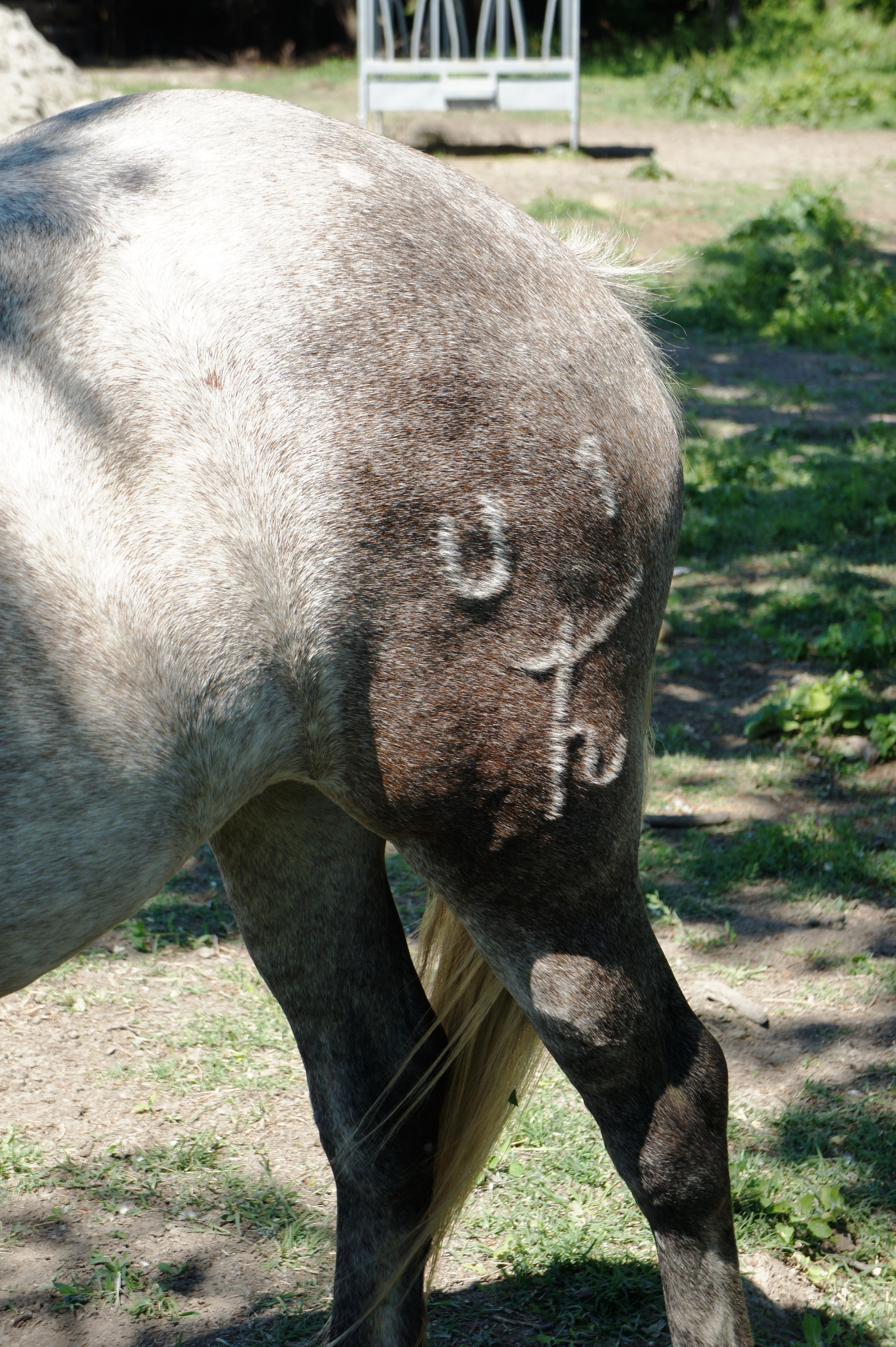
Brandmerk op paard

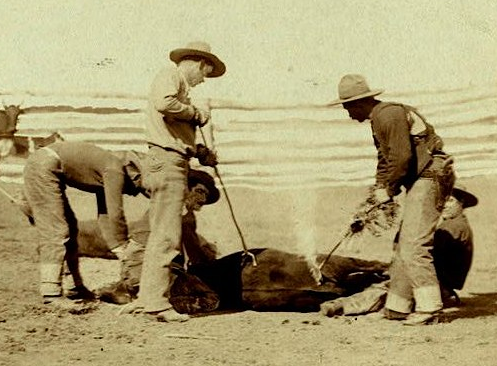
Cowboys brandmerken een kalf in 1888

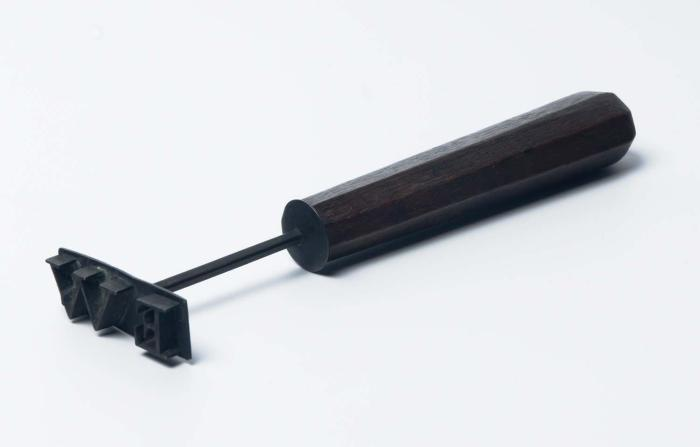
Brandijzer voor het brandmerken van slaven met de letters EW

Een brandmerk is een middel om een zaak te identificeren door middel van een niet zonder kenbare sporen verwijderbaar merkteken.
Het oorspronkelijke gebruik van brandmerken is bij vee. Met behulp van een brandijzer wordt een teken op de huid van het vee gebrand. Het brandmerk geeft de eigenaar aan. Voor schepen geeft het aan dat het schip geregistreerd is (geweest) in het Scheepsregister bij het Kadaster.
Brandmerken van mensen komt ook voor, als vorm van marteling, lijfstraf of body modification. In geval van slavernij kan het ook gebruikt worden als teken van de eigenaar. Brandmerken als schandvlek is een stigma koppelen aan een persoon of groep personen.

## Lijfstraf
Het brandmerken was een strafmaatregel, een lijfstraf. De brandmerking als maatregel werd onder andere uitgevoerd om recidivisten en terugkerende verbannen personen gemakkelijker te kunnen herkennen.
Het brandmerken geschiedde met een verhit ijzer (brandijzer), meestal op het gelaat, zoals de wangen of het voorhoofd; de beul smeerde vaak buskruit in de gebrande wond om zodoende een duidelijke brandtekening te verkrijgen.
Vanaf medio 17e eeuw werd het brandmerken in het gezicht geleidelijk verboden.

## Schepen
Bij schepen bestaat het brandmerk uit een volgnummer van inschrijving, vanaf 1927 een letter als aanduiding van het soort schip, de plaats van registratie, en het jaar van registratie.
Het brandmerk is gekoppeld aan registratie in het Kadaster. Het unieke brandmerk legt de registratie van het schip vast. Daarmee is het schip internationaal geïdentificeerd.
Er zijn verschillende manieren van brandmerken:
- op houten schepen door middel van een heet ijzer;
- op stalen schepen door middel van inbeitelen;
- op polyester schepen en betonnen woonbootcasco's een kunststof plaatje.

## Kunst
Het brandmerken in de kunst gebeurde op de achterzijde van panelen. Zij komen onder meer voor in de 15e en 16e eeuw te Antwerpen. De gilde-reglementen aldaar schreven voor dat geen schilderij in de handel gebracht mocht worden, voordat het door het gildebestuur op zijn materiële kwaliteiten, afwerking en vakkennis was gekeurd. Bij goedvinden werd aan de achterzijde van het paneel een brandmerk aangebracht (in dit geval het wapen van de stad Antwerpen). Deze keuring gold het paneel, de grond(verf), de verven en de vernis.

## Markeren
Brandstempels worden gebruikt voor het markeren van een tekst of logo op diverse soorten materialen. Onder andere geschikt voor het brandmerken van hout, leder, kunststof, brood en vlees. Het markeren van voorwerpen wordt gebruikt om een merknaam of keurmerk aan te brengen.